# Pseudozizeeria alope
Pseudozizeeria alope är en fjärilsart som beskrevs av Fenton 1881. Pseudozizeeria alope ingår i släktet Pseudozizeeria och familjen juvelvingar. Inga underarter finns listade.